# Aytonia fissisquama
Aytonia fissisquama là một loài rêu trong họ Aytoniaceae. Loài này được Stephani mô tả khoa học đầu tiên năm 1894. Danh pháp khoa học của loài này chưa được làm sáng tỏ. 